# Mundiario
Mundiario es un periódico español global de opinión y análisis, fundado en enero de 2013 por el periodista José Luis Gómez Gómez. Redactado en español, incluye algunos artículos en portugués e inglés. Desde octubre del 2020 con la sección claves de China, es el primer periódico español que incluye una sección diaria, específica sobre China.

## Historia
Mundiario se creó en 2013 como el primer periódico global de análisis y opinión. El equipo de Mundiario está dirigido por el periodista José Luis Gómez Gómez y lo forman profesionales residentes en países de los cinco continentes. Escrito en español, el idioma de su casa de origen, pero incluye también algunos artículos en portugués, gallego e inglés. La fundación en 2013 surgió por la iniciativa de múltiples autores junto con colaboradores en más de veinte países. La edición y gestión de redes sociales de Mundiario se realiza desde España y América. Desde 2018 tiene dos ediciones, América para Miami y América Latina, y Galicia para la eurorregión. Así aparece en el listado de prensa escrita como uno de los periódicos diarios de Galicia.
Mundiario se financia exclusivamente con la publicidad y las aportaciones de los socios. El socio mayoritario es José Luis Gómez. La Compañía Mundiario de Comunicación expone que "No sólo hemos creado un periódico diferente a todos los demás, donde ahora escriben periodistas con experiencia en grandes cabeceras, profesionales especializados y jóvenes emergentes, sino que a nuestra manera hemos puesto los cimientos para una nueva red social del periodismo, donde las mujeres están al mismo nivel que los hombres en todos los aspectos, incluido el cuantitativo, para garantizar la paridad".
Incluye secciones de política, economía, tecnología, ciencia, motor, turismo, sociedad, cultura y deporte entre otras. Desde octubre del año 2020 incluye la sección Claves de China, con lo que fue el primer periódico español con sección diaria dedicada a China.

### Equipo
El equipo está formado por el fundador, José Luis Gómez, que es también editor; el adjunto al editor, Antonio Sangiao; Judith Muñoz, también adjunta al editor; el analista político y coordinador de Claves de China, José Luis Martín Palacín, la coordinadora de redacción Ibed Méndez; coordinadora del área de Sociedad, Valeria Mariana Rivera Roas; el periodista peruano Rodrigo Chillitupa; y entre otros colaboradores, Nelsymar Ulrich, Carlos Eduardo Castellano, Alejandro Domínguez Guimaraens, Gabriel Inojosa e Isabel Señor.

### Claves de China
La sección Claves de China se creó en octubre de 2020 al formalizar un acuerdo con Marcelo Muñoz Álvarez, cofundador, miembro de la junta directiva y presidente emérito de Cátedra China. A partir de febrero de 2021 la sección se formaliza como un espacio abierto de temas sobre la República Popular China, tratados con independencia, sobre el papel de China en el mundo, tanto a nivel periodístico como editorial. Mundiario ha sido el primer periódico español en incluir una sección fija sobre China cada día. El coordinador de la sección Claves de China es José Luis Martín Palacín, que fue subsecretario de Interior, entre otros altos cargos en el Gobierno de España y escribe artículos de actualidad como su Carta abierta a Felipe González de 2020 en la publicación Nueva Tribuna o McArthur resucita en Taiwan de 2021.